# Descripció d'una espècie
En biologia i paleobiologia, la descripció d'una espècie és la primera vegada que s'identifica de manera formal i amb un grau suficient de precisió un organisme fins aleshores desconegut per a la ciència. Aquesta descripció és necessària per a poder assignar un nom científic a una nova espècie. La gran importància de l'espècie com a unitat bàsica de la biologia fa que s'hagin establert regles formals i estrictes per a aquest procés. El seu propòsit és donar una descripció clara d'una nova espècie d'organisme i explicar com es diferencia de les espècies descrites anteriorment o relacionades. La descripció de l'espècie sovint conté fotografies o altres il·lustracions del tipus de material i estats en els quals s'han dipositat els museus. La publicació en què es descriu l'espècie dona a la nova espècie un nom científic formal. S'han identificat i descrit uns 1,9 milions d'espècies, entre uns 8,7 milions que existeixen realment. Milions més s'han extingit.

## Procés de denominació
El nom d'una nova espècie esdevé vàlid (disponible en terminologia zoològica) amb la data de publicació de la seva descripció científica formal. Un cop el científic ha realitzat la investigació necessària per determinar que l'organisme descobert representa una nova espècie, els resultats científics es resumeixen en un manuscrit científic, ja sigui com a part d'un llibre o com un document que s'ha d'enviar a una revista científica.
Una descripció de l'espècie científica ha de complir diversos criteris formals especificats pels codis de nomenclatura, per exemple, la selecció d'almenys un especimen (tipus nomenclatural). Aquests criteris tenen l'objectiu de garantir que el nom de l'espècie sigui clar i inequívoc, per exemple, l'International Code of Zoological Nomenclature (ICZN, en català: Codi Internacional de Nomenclatura Zoològica), estableix que "Els autors haurien de tenir cura i consideració raonables en formar nous noms per assegurar-se que siguin escollits amb els seus posteriors. Els usuaris tenen en compte i que, en la mesura del possible, siguin adequats, compactes, eufonics, memorables i no causin ofensos".
Els noms d'espècies s'escriuen amb les 26 lletres de l'alfabet llatí, però molts noms d'espècies es basen en paraules d'altres llengües, llatinitzades.
Una vegada que el manuscrit ha estat acceptat per a la seva publicació, es crea oficialment el nou nom d'espècie.
Un cop assignat i aprovat un nom d'espècie, generalment no es pot canviar excepte en cas d'error. Per exemple, una espècie d'escarabat (Anophthalmus hitleri) va ser nomenada per un col·leccionista alemany després que Adolf Hitler, en el 1933, havia estat canceller d'Alemanya. No és clar si aquesta dedicació es consideraria acceptable o apropiada avui dia, però el nom segueix estant en ús.
S'han escollit noms de espècies en moltes bases diferents. El més comú és un nom per l'aspecte extern de l'espècie, el seu origen o el nom de l'espècie és una dedicació per a una determinada persona. En són exemples una espècie de ratpenat anomenat per a les dues ratlles que hi ha al seu darrere (Saccopteryx bilineata), una granota anomenada pel seu origen bolivià (Phyllomedusa boliviana) i una espècie de formiga dedicada a l'actor Harrison Ford (Pheidole harrisonfordi). Un nom científic en honor d'una persona o persones és conegut com a patrònim o patronímic taxonòmic.
També existeixen diversos noms d'espècies humorístiques. Entre els exemples literaris es troba el nom del gènere Borogovia (un dinosaure extingit), que rep el nom del borogove, personatge mític del poema de Lewis Carrol "Jabberwocky". Un segon exemple, Macrocarpaea aparea (una planta alta) va rebre el nom del encanteri màgic "per aparèixer" de les novel·les de Harry Potter de J. K. Rowling, ja que semblava sortir del no-res. El 1975, el naturalista britànic Peter Scott va proposar el nom binomial Nessiteras rhombopteryx ("monstre Ness amb aleta en forma de diamant") per al monstre Loch Ness; aviat es va veure que es tractava d'un anagrama de "Monstruosca de Sir Peter S".
La descripció d'una espècie és un acte taxonòmic i, per tant, independent del concepte d'espècie. La nomenclatura biològica intenta garantir que cada organisme tingui un sol nom científic vàlid.
La descripció d'un tàxon d'una categoria taxonòmica diferent de l'espècie (p. ex. gènere, família o ordre) està subjecta a requisits similars.